# Yasuaki Kato
Yasuaki Kato (Shizuoka, 10 april 1976) is een voormalig Japans voetballer.

## Carrière
Yasuaki Kato speelde tussen 1995 en 1997 voor Nagoya Grampus Eight.

## Statistieken
| Japan   | Japan                | Japan       | League | League | Emperor's Cup | Emperor's Cup | J-League Cup | J-League Cup | Totaal | Totaal |
| Seizoen | Club                 | League      | Wed.   | Goals  | Wed.          | Goals         | Wed.         | Goals        | Wed.   | Goals  |
| ------- | -------------------- | ----------- | ------ | ------ | ------------- | ------------- | ------------ | ------------ | ------ | ------ |
| 1995    | Nagoya Grampus Eight | J. League 1 | 5      | 0      | 0             | 0             | -            | -            | 5      | 0      |
| 1996    | Nagoya Grampus Eight | J. League 1 | 1      | 0      | 0             | 0             | 3            | 0            | 4      | 0      |
| 1997    | Nagoya Grampus Eight | J. League 1 | 0      | 0      |               |               | 0            | 0            | 0      | 0      |
| Totaal  | Totaal               | Totaal      | 6      | 0      | 0             | 0             | 3            | 0            | 9      | 0      |